# Hugo Catalán
Hugo Emilio Catalán Beltrán (Ciudad de México, México; 22 de marzo de 1982) conocido como Hugo Catalán es un actor mexicano. Ha participado en Cuatro lunas, Señora Acero y Su nombre era Dolores.

## Carrera
Se capacitó en actuación en el Centro de Formación Actoral (CEFAC) de TV Azteca. Comenzó su trayectoria actoral participando en diversas películas: Caótica Ana, Clandestinos, Cuatro lunas con el personaje de Sebastián y Yo soy la felicidad de este mundo donde da vida a Emiliano.
También he participado en diversas telenovelas de la cadena TV Azteca como en Tanto amor, Destino, Huérfanas, Pobre diabla y en el unitario Lo que callamos las mujeres.
En Televisa obtuvo desempeño en el programa Como dice el dicho.
En 2014, he participó en Señora Acero junto a José Luis Reséndez y Blanca Soto. 
En 2017, he personifica a Jacob en Su nombre era Dolores.

## Filmografía

### Series
| Año       | Serie                     | Personaje       |
| --------- | ------------------------- | --------------- |
| 2024      | El amor no tiene receta   | Fermín          |
| 2022      | Los ricos también lloran  | Carlos          |
| 2021      | Amarres                   | Roger           |
| 2018-2019 | La casa de las flores     | Oliver          |
| 2019-2024 | El juego de las llaves    | Leo Cuevas      |
| 2018      | Mi lista de exes          | Carlos / Celeb  |
| 2018      | Falsa Identidad           | Erick           |
| 2018      | Luis Miguel: la serie     | El Moro         |
| 2017      | La hija pródiga           | Alberto "Beto"  |
| 2017      | Su nombre era Dolores     | Jacob Yebale    |
| 2014      | Señora Acero              | Adelaido Pérez  |
| 2015      | El Capitán                | Pascual         |
| 2012      | La Teniente               | Javier Guerrero |
| 2012      | Pacientes                 | Chichifo        |
| 2002      | Sin permiso de tus padres |                 |

### Telenovelas
| Año       | Telenovela           | Personaje              |
| --------- | -------------------- | ---------------------- |
| 2015-2016 | Tanto amor           | Eloy Martínez          |
| 2013      | Destino              | Juan Beltrán, el Morro |
| 2011-2012 | Huérfanas            | Jonathan Martínez      |
| 2009-2010 | Pobre diabla         | Óscar                  |
| 2008-2009 | Contrato de amor     | Rodrigo                |
| 2008      | Alma legal           | Santos                 |
| 2007-2008 | Se busca un hombre   | Carmelo                |
| 1997      | Al norte del corazón | José Francisco         |

### Programas unitarios
| Año       | Programas                   | Personaje                   | Episodios |
| --------- | --------------------------- | --------------------------- | --- |
| 2016-2017 | Como dice el dicho          | 1. Él mismo / 2. Pedro      | 1. Abiertas están las heridas del que desea la venganza (2017) 2. Más vale pájaro en mano, que cientos volando (2016)                                       |
| 2007-2009 | Lo que callamos las mujeres | 2. Nicolás / 3. Pedro       | 1. Dos madres (2009) 2. Un día, siempre hay un día (2008) 3. Secretos de familia (2007) 4. Lo mejor de mí (?)                                               |
| 2007-2008 | Cambio de vida              | 1. Emilio 2. Pedro 3. Julio | 1. Una manzana para Adán (2008) 2. Aprender a perder (2008) 3. Negocio familiar (2008) 4. Una historia de minifaldas (2008) 5. Intereses compartidos (2007) |
| 2004-2005 | La vida es una canción      | 3. Rolando                  | 1. Bazar (2005) 2. El mundo es tuyo (2005) 3. No me quiero enamorar (2005) 4. Bembelecua (2004) 5. Persiana americana (2004) 6. Al rescate (2004)           |

### Películas
| Año  | Película                          | Personaje                |
| ---- | --------------------------------- | ------------------------ |
| 2024 | Todas menos tú                    | Vegano                   |
| 2016 | What we may become                | Emilio                   |
| 2016 | En lo alto del día                | Jos                      |
| 2016 | Lo que podríamos ser              | Emilio                   |
| 2016 | El hotel                          | Mauricio                 |
| 2014 | Velociraptor                      | Ariel                    |
| 2014 | Yo soy la felicidad de este mundo | Emiliano Arenales Osorio |
| 2014 | Cuatro lunas                      | Sebastián                |
| 2009 | Sincronía                         | Miguel                   |
| 2007 | Clandestinos                      | Joel                     |
| 2007 | Caótica Ana                       | Camarero                 |
| 2006 | Así del precipicio                | Christian                |
| 2003 | Corazón de melón                  | Bailarín                 |

### Corto/Largometrajes
| Año  | Corto/Largometraje     | Personaje |
| ---- | ---------------------- | --------- |
| 2017 | Anadina                |           |
| 2016 | Muchachos en la azotea | Sergio    |
| 2012 | Abrigo rojo            |           |
| 2011 | Infinito               |           |
| 2011 | Post                   | Zombi     |